# Marokanska rukometna reprezentacija
Marokanska rukometna reprezentacija predstavlja državu Maroko u športu rukometu.
Krovna organizacija:

## Nastupi naAP
- prvaci:
- doprvaci:
- treći: 2006.